# ファイナル・デッドコースター
『ファイナル・デッドコースター』（原題：Final Destination 3）は、2006年にアメリカで公開されたホラー・サスペンス映画。『ファイナル・デスティネーション』シリーズの第3作目。今度の大惨事を起こす乗り物はジェットコースター。作品中の列車事故の描写が2005年に発生したJR福知山線脱線事故を連想させるため、日本での劇場公開は延期されていた。
DVDには、「通常版」の他に「選べる!死に様マルチ版」というバージョンが存在する。このバージョンでは、再生中に二択が表示され、選んだ選択肢によってストーリーが変化する「マルチストーリー」になっている。

## ストーリー
ハイウェイ事故から5年後、マッキンレー高校の卒業イベントで訪れた遊園地でジェットコースターに乗った主人公のウェンディは、凄惨なジェットコースターの脱線事故の予知夢を見る。パニックを起こしたウェンディは、10人の仲間と共にジェットコースターを降りるが、その直後に事故は現実のものとなってしまう。多くの死亡者が出る中、間一髪で助かったウェンディ達。だがその後、元々死ぬ運命にあった10人のうち2人が日焼けサロンで怪死を遂げる。ウェンディは、事故の直前に撮影された写真の中に死のヒントが隠されていることに気づき、自らの死を回避しようと奔走する。

## 登場人物

### ジェットコースター事故から逃れた10人
ウェンディ / ウエンズデー・クリステンセン
今作の主人公。高校卒業記念で遊びに来た遊園地で、ジェットコースターの大事故を予知する。その事故で恋人のジェイソンと親友のキャリーを失う。ケヴィンから180便の爆発事故の話を聞かされ、遊園地で撮影したデジタルカメラの画像を手がかりに生存者達を救おうとする。ジェットコースターでは、最前列の座席を恐がったことやフランキーの割り込みによって最後尾の車両に乗っていた。
元々は快活で仕切り屋な性格だったが、恋人と親友を亡くしたショックで塞ぎ込むようになってしまう。当初はキャリーに「自分は仕切り屋な性格だから子供っぽい彼の姿を見ていると苛立つことがある」と語るなど、ケヴィンのことを快く思っていなかったが、一緒に死の運命に立ち向かっていく中で恋人の死という同じ傷を抱える彼に深い信頼を寄せるようになる。
死ぬ順番は10番目で、倒れた発射口から暴発した花火が直撃して死亡するところだったが、間一髪でかわした。最後まで生き残るが、大学に進学した5ヶ月後に再び地下鉄脱線事故を予知してしまう。予知夢の中では脱線事故で車外に放り出されレール上に着地したことで即死を免れるも、事故現場に突入した対向列車に轢かれ死亡する直前まで描かれた。
現実では予知夢の情報を頼りにウェンディはドアをこじ開けて電車から脱出しようとするが、ドアを開けられず事故が発生し死亡する。
ジェットコースターの予知夢では、回転部に停止した車両が逆走し、アクシデントにより切断したレールへと引っかかり、その衝撃で放り投げられ、レール上を強打し死亡する直前まで描かれていた。
ケヴィン・フィッシャー
ジェットコースターでウェンディの隣に座っていた。その時の事故でウェンディと同様に恋人を失う。普段は落ち着きがなく、子供っぽいムードメーカーな性格だが責任感が強く、ジェットコースターに乗る直前にジェイソンからウェンディのことを頼まれたこともあり、彼女と共に死の運命に立ち向かい、身を挺してウェンディを守ろうとする。
死ぬ順番は9番目で、ガス漏れによる爆発で焼死しそうになるがウェンディーに助けられる。その後のウェンディの予知夢では、地下鉄脱線事故で壊れた窓から車外に投げ出され死亡する姿が描かれた。
現実では地下鉄を止めようと緊急ブレーキを始動させようとするが、ブレーキが壊れていたため電車を止めることができず事故が発生し死亡する。
ジェットコースターの予知夢では、回転部で停止した車両が逆走し、必死に座ろうともがいていた時、ロメオが死亡した際に切断された鉄骨の一部に上半身を切断され死亡する。
ジュリー・クリステンセン
ウェンディの妹。姉のことは「姉貴」と呼ぶ等、やや生意気かつ反抗的な性格で、祖母から貰った幸運のブレスレットが宝物。当初ウェンディは彼女がジェットコースターに乗っている事に気付いていなかった。
死ぬ順番は7番目で、馬に引きずられ、小麦脱穀機に巻き込まれる所だったがケヴィンに助けられる。その後のウェンディの予知夢では、脱線事故で破損し飛ばされてきた列車の車輪が直撃し即死する姿が描かれた。
現実ではウェンディと共にドアをこじ開けて電車から脱出しようとするが、ドアを開けられず事故が発生し死亡する。
ジェットコースターの予知夢では、エリン達と同様、途中で落下し死亡するが、落下したタイミングがずれた為、順番がずれた。
イアン・マッキンレー
エリンの恋人。根暗な皮肉屋で、同級生から快く思われていない。街や高校の名前と同じ「マッキンレー」の姓に強いコンプックスを持っている。
死ぬ順番は5番目だったが、ウェンディ達の介入で一旦は死の運命を回避する。しかし、直後に恋人であるエリンの死の瞬間を目の当たりにし、彼女の死の原因がウェンディにあるとして彼女を逆恨みするようになる。しまいにはウェンディを抹殺するためにわざと死の運命が原因の事故を引き起こそうとする。最期はウェンディが回避した花火の直撃でロックが解かれ、急降下したクレーンのアームに下半身を押し潰され死亡。
ジェットコースターの予知夢では、エリン達と同様、途中で落下し死亡するが、落下したタイミングがずれた為、順番がずれた。
ペリー・マリノフスキー
ジュリーの友達で、一緒にジェットコースターに乗っていた。死ぬ順番は8番目で、馬に吹き飛ばされた旗の棒が胸部を貫通し死亡する。
ジェットコースターの予知夢では、エリン達と同様、途中で落下し死亡するが、落下したタイミングがずれた為、順番がずれた。
エリン・ウルマー
イアンの恋人。死ぬ順番は6番目で、イアンと一緒に勤める日曜大工用具店で机に向かって転倒して後頭部をぶつけ、その際に机上に置かれていた釘打機が作動し、無数の釘を後頭部に打ち込まれて死亡。
ジェットコースターの予知夢では、回転部の頂点に止まった車両で必死に座席へとしがみついていたが、途中で落下して死亡する。
ルイス・ロメロ
死ぬ順番は4番目で、アメフトの合宿に訪れていた。トレーニング中に背後の壁に飾られていた刀剣の飾りが外れて落下し、間一髪で避けて死の運命を免れたと勝ち誇っていたものの、トレーニングマシンの重りを繋ぐワイヤーが刀剣によって断ち切られていたため、両側から落下してきた重りに頭部を挟み潰されて死亡。
勝ち気な自信家で、ウェンディの予知夢を信じておらず、彼女が最初にジェットコースターの大事故を予知した際はそれを信用せず、一方的に彼女を馬鹿にしてケヴィンと取っ組み合いを起こし、係員に摘み出されてしまった。
ジェットコースターの予知夢では、アクシデントにより放り投げられ、ケヴィンにしがみつくが、道中で破壊した残骸が直撃し、鉄骨に背中を強打しながら落下し死亡する。
フランキー / フランクリン・チェックス
死ぬ順番は3番目で、ドライブスルーにて無人のトラックが起こした玉突き事故に巻き込まれる。その結果、後続車のボンネットから飛び出してきたエンジンのラジエーターファンに後頭部を切り刻まれ死亡する。
女好きで、ビデオカメラを常に持ち歩いている盗撮趣味の好色家。高校は2年前に卒業しているが、アシュレー達に気があり、彼女達を追って卒業イベントに紛れ込んでいた。性欲過多な性格ゆえ、アシュレー達からは嫌悪感を抱かれていた。彼女達の告別式では2人の死を悲しみ、自分を責めていたが、慰めの言葉をかけてきたジュリーに迫り平手打ちを喰らい、一蹴された。
ジェットコースターの予知夢では、盗撮の際に使用したビデオカメラを落とした事により、惨事へと繋がるようになる。アクシデントにより脱線し放り投げられ死亡するが、アシュレー達よりも落下が遅かった為か、順番が入れ替わった。
アシュレー・フロインド
死ぬ順番は最初で、アシュリンと共に来店した日焼けサロンで持ち込み禁止の飲み物を持ち込んだことで結露によって日焼けマシンが故障、更に落下してきたCDラックの棚板が挟まってマシンの蓋が開かなくなったため、異常な強さの紫外線で全身を焼かれた末にショートし発火したマシンの中で焼死する。
ジェットコースターの予知夢では、フランキーが落としたビデオカメラがレールに巻き付き、車両が通過したところで安全バーのロックが解除され、道中で脱線し放り投げられ死亡する。
アシュリン・ハルペリン
アシュレーの友人。アシュレーとは対照的にやや真面目な性格で、いい加減な性格のアシュレーをたしなめる事が多い。死ぬ順番はアシュレーと同じで、共に故障した日焼けマシンに閉じ込められ、異常な強さの紫外線で全身を焼かれた末にショートし発火したマシンの中で焼死する。
ジェットコースターの予知夢では、アシュレーと同様、安全バーのロックが解除され、道中で脱線し放り投げられ死亡する。その際、アシュレーの隣に座っていた。

### その他の人物
ジェイソン・ワイズ
ウェンディの恋人でケヴィンの親友。
ジェットコースターで後ろの席に座ってウェンディに付き添うか悩んでいたが、ケヴィンが持ちかけたコインの表裏当てに勝ったため、ウェンディの付き添いを彼に任せて先頭車両最前列の左側に座っていた。大事故の予知夢を見てパニックを起こすウェンディを降ろすために安全バーのロックが解除されたのは3両目以降の車両だけだったため、そのままジェットコースターに残り、事故で死亡。
キャリー・ドレイヤー
ウェンディの親友でケヴィンの恋人。物語冒頭にて、卒業後にケヴィンと別れることをウェンディに伝えていたが、ケヴィン自身はそのことを知らず、卒業した後に彼女へのプロポーズを考えていた。
ジェットコースターでジェイソンと共に最前列の席（右側）に座っていたため、ジェットコースター事故で死亡。
アンバー
ジュリーの友達。ジェットコースターに乗っていなかったため、予知夢とは無関係に生存する唯一の人物。
ローラ
ウェンディの友達でアフリカ系。地下鉄事故で死ぬ運命だったため、事故に遭い死亡。
ショーン
ウェンディの友達で白人。地下鉄事故で死ぬ運命だったため、事故に遭い死亡。
キンバリー・コールマン、トーマス・バーク保安官
前作の主人公およびもう一人の生存者。
本編には未登場だが、『死に様マルチ版』の選択によっては新聞の死亡記事で写真のみ登場する。二人とも木材チッパー（木材破砕機）に引きずり込まれて死亡。

## キャスト
| 役名                               | 俳優                                 | 日本語吹替                                                   |
| ---------------------------------- | ------------------------------------ | ------------------------------------------------------------ |
| ウェンディ・クリステンセン         | メアリー・エリザベス・ウィンステッド | 林真里花                                                     |
| ケヴィン・フィッシャー             | ライアン・メリマン                   | 置鮎龍太郎                                                   |
| イアン・マッキンレー               | クリス・レムシュ                     | 森久保祥太郎                                                 |
| エリン・ウルマー                   | アレックズ・ジョンソン               | 幸田夏穂                                                     |
| フランキー・チェックス             | サム・イーストン                     | 高木渉                                                       |
| ジュリー・クリステンセン           | アマンダ・クルー                     | 坂本真綾                                                     |
| ルイス・ロメロ                     | テキサス・バトル                     | 山野井仁                                                     |
| アシュレー・フロインド             | シャーラン・シモンズ                 | 三石琴乃                                                     |
| アシュリン・ハルペリン             | クリスタル・ロウ                     | 伊藤美紀                                                     |
| ジェイソン・ワイズ                 | ジェシー・モス                       | 加瀬康之                                                     |
| キャリー・ドレイヤー               | ジーナ・ホールデン                   | 園崎未恵                                                     |
| ペリー・マリノフスキー             | マギー・マ                           |                                                              |
| アンバー                           | エクスタシア・サンダース             |                                                              |
| デビル                             | トニー・トッド（声）                 | 銀河万丈                                                     |
| ショーン                           | ディラン・バジル                     | 加瀬康之                                                     |
| 牧師                               | R・デイビッド・スティーブンス        | 東和良                                                       |
| ローラーコースターの係員コルキット | パトリック・ギャラガー               |                                                              |
| 役不明又はその他                   | N/A                                  | 黒崎雅 小日向みわ 櫛田泰道 鈴木貴征 根津貴行 植倉大 加藤寛規 |
|                                    | N/A                                  |                                                              |
| 演出                               | N/A                                  | 市来満                                                       |
| 翻訳                               | N/A                                  | 植田尚子                                                     |
| 調整                               | N/A                                  | 山田明寛                                                     |
| 制作                               | N/A                                  | ニュージャパンフィルム                                       |